# 神田山吹
神田 山吹（かんだ やまぶき、1月25日 - ）は、日本の講談師。埼玉県大宮市（現さいたま市）出身、さいたま市在住。本名：伊藤 里絵。

## 経歴
埼玉県立大宮光陵高等学校卒業。1994年、2代目神田山陽に正式に入門する。前座名はエリ。
1999年、二ツ目に昇進し、山吹に改名。2001年、山陽の死にともなって、3代目神田松鯉の門下となる。2006年、真打昇進。
1999年頃、テレビ埼玉の常盤六丁目一番街・二番街のアシスタントを担当していた。